# Poa fordeana
Poa fordeana är en gräsart som beskrevs av Ferdinand von Mueller. Poa fordeana ingår i släktet gröen, och familjen gräs. Inga underarter finns listade i Catalogue of Life.